# Hryhorij Kamyszenko
Hryhorij Kamyszenko (ukr. Грігорій Камишенко; ur. 10 marca 1972) – radziecki, następnie ukraiński zapaśnik walczący w stylu klasycznym. Dwukrotny olimpijczyk. Szósty w Atlancie 1996 w wadze 62 kg i ósmy w Sydney 2000 w kategorii 63 kg.
Piąty w mistrzostwach świata w 1994 i siódmy w 1999. Zdobył dwa medale na mistrzostwach Europy, złoty w 1994. Pierwszy w Pucharze Świata w 1994. Jako reprezentant ZSRR zdobył brązowy medal na mistrzostwach świata juniorów w 1990 roku.